# Paul Wyvekens
Paul-Albert Wyvekens  (Nivelles, 28 septembre 1788 - Nivelles, 6 mars 1845), est un homme politique belge, membre du Congrès national de Belgique.

## Formation
Il obtint un diplôme de licencié en droit à l'École de droit de Bruxelles en 1812.

## Carrière
Il fit une carrière d'avocat.
Elu au Congrès national par les électeurs de l'arrondissement de Nivelles., il y siégea depuis la séance inaugurale du Congrès du 10 octobre 1830 jusqu'à sa démission le 7 février 1831.
Lors de la séance du Congrès du 19 novembre 1830, appelé à se prononcer sur le choix de la forme du gouvernement à donner à la Belgique, il s'exprima en faveur de la monarchie constitutionnelle.
Lors de la séance du Congrès du 30 janvier 1831, appelé à se prononcer sur le choix d'un souverain, il s'exprima en faveur du duc Auguste de Leuchtenberg.
Ce furent ses deux seules interventions au Congrès.
Le 7 février 1831, le comte Charles Vilain XIIII, secrétaire du Congrès donna lecture en séance publique  d'une lettre par laquelle M. Wyvekens, député de Nivelles, donnait sa démission de membre du congrès et justifiait son absence lors de l'élection du chef de l'État. 
Il fut également commissaire de l'arrondissement de Nivelles et conseiller provincial du Brabant.

## Distinctions
Chevalier de l'ordre de Léopold.

## Varia
Changement de ton !  
Dans le numéro du 26 août 1831 du journal de tendance libérale L'Indépendance belge on peut lire à propos des futures élections législatives dans l'arrondissement de Nivelles : "On dit que MM. Wyvekens, B... et N... vont se présenter comme candidats; et, tout en déclinant toute intention d'attaquer ces messieurs, nous devons déclarer qu'il nous semblerait plus convenable de leur voir céder la place à des citoyens qui offriraient plus qu'eux des garanties de talens (sic), et qui par conséquent pourraient rendre de plus grands services à la chambre." 
Par ailleurs, dans le numéro du 10 mars 1845 du même journal, qui annonce le décès de Paul Wyvekens, on lit : "Juriste distingué, et d'une modestie rare, il avait des qualités vraiment supérieures à l'importance des fonctions qu'il remplissait.  Comme membre du conseil provincial, il éclairait avec une grande facilité d'élocution toutes les discussions de cette assemblée.  Sa mort y laisse un vide qui sera difficilement rempli."